# Stochastischer Prozess

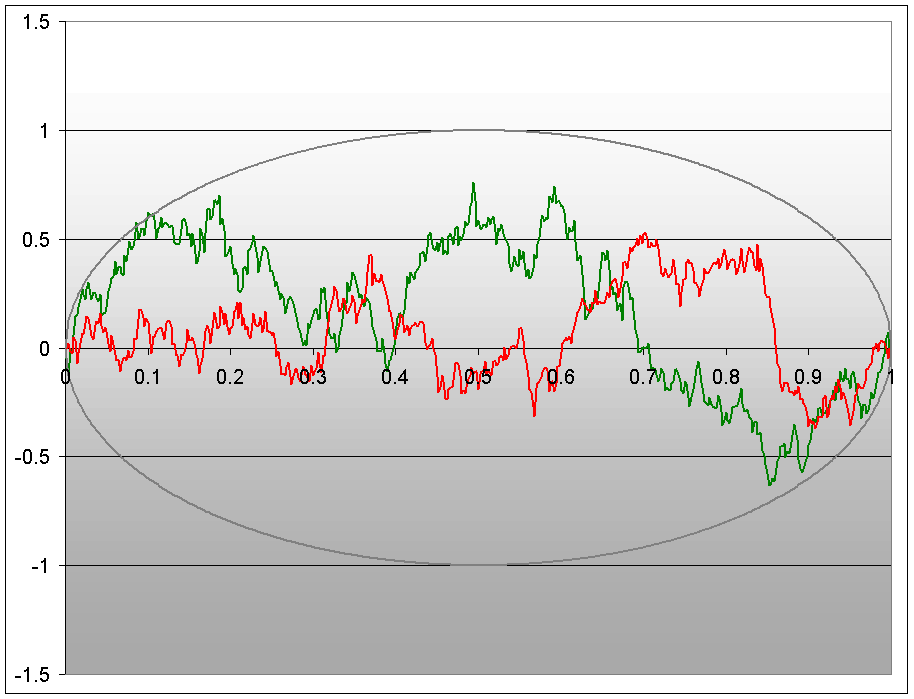
Zwei Pfade eines Brownsche Brücke genannten speziellen stochastischen Prozesses

Ein stochastischer Prozess (auch Zufallsprozess) ist ein mathematisches Objekt zur Modellierung von zufälligen, oft zeitlich geordneten, Vorgängen. Die Theorie der stochastischen Prozesse stellt eine wesentliche Erweiterung der Wahrscheinlichkeitstheorie dar und bildet die Grundlage für die stochastische Analysis. Obwohl einfache stochastische Prozesse schon vor langer Zeit studiert wurden, wurde die heute gültige formale Theorie erst Anfang des 20. Jahrhunderts entwickelt, vor allem von Paul Lévy und Andrei Kolmogorow.
Im einfachsten Fall ist ein stochastischer Prozess das Modell einer zufälligen Funktion, deren Realisierungen gewöhnliche Funktionen, die so genannten Pfade, sind. Formal erfolgt die Festlegung eines stochastischen Prozesses durch einen Vektor, eine Folge oder allgemeiner eine Familie von Zufallsvariablen, die gemeinsam eine mehrdimensionale oder unendlich-dimensionale Wahrscheinlichkeitsverteilung besitzen.
Ursprünglich wurde der Begriff des stochastischen Prozesses für Fälle verwendet, bei denen das zeitliche Fortschreiten eines zufallsbestimmten Vorgangs modelliert wurde. Inzwischen hat sich die Bedeutung des Begriffs verallgemeinert und als stochastische Prozesse werden auch unendliche Familien von Zufallsvariablen bezeichnet, deren Realisierungen Funktionen sind, ohne dass ein zeitlicher Bezug vorliegt. Solche allgemeineren stochastischen Prozesse werden z. B. in der Theorie empirischer Prozesse untersucht.

## Definition
Sei {\displaystyle (\Omega ,{\mathcal {F}},P)} ein Wahrscheinlichkeitsraum, {\displaystyle (Z,{\mathcal {Z}})} ein mit einer σ-Algebra {\displaystyle {\mathcal {Z}}} versehener Raum (zumeist die reellen Zahlen mit der Borelschen σ-Algebra) und {\displaystyle T} eine Indexmenge, zumeist {\displaystyle T\in \{\mathbb {N} _{0},\mathbb {R} _{+}\}}, die in Anwendungen häufig die Menge der betrachteten Zeitpunkte darstellt. 
Ein stochastischer Prozess {\displaystyle X} ist dann eine Familie von Zufallsvariablen {\displaystyle X_{t}\colon \Omega \to Z,\;t\in T}, also eine Abbildung
{\displaystyle X\colon \Omega \times T\to Z,\;(\omega ,t)\mapsto X_{t}(\omega )},
so dass {\displaystyle X_{t}\colon \omega \mapsto X_{t}(\omega )} für alle {\displaystyle t\in T} eine {\displaystyle {\mathcal {F}}}-{\displaystyle {\mathcal {Z}}}-messbare Abbildung ist. 
Die Familie der Zufallsvariablen, die einen stochastischen Prozess bilden, wird auch in der Form {\displaystyle (X_{t})_{t\in T}} notiert.
Die Menge {\displaystyle Z} heißt auch Zustandsraum und enthält alle von dem Prozess anzunehmenden Werte.
Eine alternative Formulierung sieht vor, dass {\displaystyle X} eine einzige Zufallsvariable {\displaystyle \Omega \to (H,{\mathcal {H}})} ist, wobei {\displaystyle H\subseteq Z^{T}} ein mit einer geeigneten σ-Algebra {\displaystyle {\mathcal {H}}} versehener Funktionenraum {\displaystyle \{f\mid f\colon T\to Z\}} ist. Man spricht hier auch von Zufallsfunktionen (vergleiche Pfad (Stochastik)). Bei geeigneter Wahl fallen diese beiden Definitionen zusammen.

## Einteilung
Folgend sind einige Kriterien aufgeführt, nach denen stochastische Prozesse klassifiziert werden. Eine genauere Beschreibung findet sich in der Liste stochastischer Prozesse.
Die grundlegendste Einteilung stochastischer Prozesse in verschiedene Klassen erfolgt über die Indexmenge {\displaystyle T} und die Werte- oder Zustandsmenge {\displaystyle Z}:

### Diskrete und stetige Indexmenge
- Ist {\displaystyle t} ein Zeitindex und {\displaystyle T} abzählbar (etwa {\displaystyle T=\mathbb {N} _{0}}), so heißt der Prozess ein zeitdiskreter stochastischer Prozess oder etwas ungenau diskreter stochastischer Prozess.
- Ist {\displaystyle t} ein Zeitindex und {\displaystyle T\subseteq \mathbb {R} } ein Teilintervall von {\displaystyle \mathbb {R} }, so heißt der heißt der Prozess ein zeitstetiger stochastischer Prozess.

### Diskrete und stetige Wertemenge
- Ist {\displaystyle Z} endlich oder abzählbar, spricht man von einem zustandsdiskreten oder wertediskreten Prozess.
- Ist {\displaystyle Z\subseteq \mathbb {R} } ein Teilintervall von {\displaystyle \mathbb {R} }, so spricht man von einem zustandsstetigen oder wertestetigen Prozess.

### Reell-, komplex- und vektorwertig
- Ist {\displaystyle Z\subseteq \mathbb {R} }, so spricht man von einem reellwertigen stochastischen Prozess oder kurz reellwertigen Prozess.
- Ist {\displaystyle Z\subseteq \mathbb {C} }, so spricht man von einem komplexwertigen stochastischen Prozess oder kurz komplexwertigen Prozess.
- Ist {\displaystyle Z\subseteq \mathbb {R} ^{n}} oder {\displaystyle Z\subseteq \mathbb {C} ^{n}}, so spricht man von einem n-dimensionalen (reellwertigen oder komplexwertigen) stochastischen Prozess oder von einem vektorwertigen stochastischen Prozess.

### Mehrdimensionale Indexmenge
- Für {\displaystyle T\subseteq \mathbb {R} ^{n}} mit {\displaystyle n>1} nennt man den stochastischen Prozess Zufallsfeld oder zufälliges Feld. Häufig ist {\displaystyle T=\mathbb {R} ^{2}} oder {\displaystyle T=\mathbb {R} ^{3}}, insbesondere für Modelle der Geostatistik.

### Momente
Außerdem werden stochastische Prozesse noch analog zu den Zufallsvariablen danach klassifiziert, ob der Erwartungswert und die Varianz existieren oder spezielle Werte annehmen.
- Ein reellwertiger stochastischer Prozess heißt integrierbar, wenn {\displaystyle \operatorname {E} (|X_{t}|)<\infty } für alle {\displaystyle t\in T} gilt.
- Ein reellwertiger stochastischer Prozess heißt quadratintegrierbar, wenn {\displaystyle \operatorname {E} (X_{t}^{2})<\infty } für alle {\displaystyle t\in T} gilt. Ein quadratintegrierbarer Prozess heißt auch Prozess zweiter Ordnung.[6]
- Ein reellwertiger stochastischer Prozess heißt zentriert, wenn {\displaystyle \operatorname {E} (X_{t})=0} für alle {\displaystyle t\in T} gilt.

### Stochastische Abhängigkeiten
Des Weiteren werden stochastische Prozesse noch mittels der Struktur ihrer stochastischen Abhängigkeiten klassifiziert, diese werden meist über den bedingten Erwartungswert definiert. Zu diesen Klassen gehören:
Markow-ProzesseIhre Wahrscheinlichkeit, einen Zustand anzunehmen, ist abhängig von dem Zustand, in dem sie sich davor befanden, aber nicht von der gesamten Vergangenheit des Prozesses. Markow-Prozesse haben somit ein „kurzes Gedächtnis“.
Martingale sowie Sub- und SupermartingaleMartingale modellieren ein faires Spiel. Hat man zu einem Zeitpunkt bereits einen gewissen Betrag gewonnen, so ist der Erwartungswert für künftige Gewinne genau dieser bereits gewonnene Betrag.

### Weitere Eigenschaften: Pfade und Zuwächse
Des Weiteren kann man Prozesse wie folgt klassifizieren:
- Man kann die Eigenschaften der Pfade untersuchen und die Prozesse dementsprechend unterteilen: Prozesse mit stetigen Pfaden, Prozesse mit beschränkten Pfaden etc. Ein Beispiel für einen stochastischen Prozess mit fast sicher stetigen Pfaden ist der Wiener-Prozess.
- Man betrachtet die sogenannten Zuwächse des Prozesses, also Terme der Art {\displaystyle X_{t_{1}}-X_{t_{0}}} für Indizes {\displaystyle t_{1},t_{0}\in T}. Je nach geforderter Eigenschaft der Zuwächse erhält man dann Prozesse mit stationären Zuwächsen, Prozesse mit unabhängigen Zuwächsen oder auch Prozesse mit normalverteilten Zuwächsen. So sind beispielsweise die Lévy-Prozesse genau die stochastischen Prozesse mit unabhängigen, stationären Zuwächsen.

## Pfade
Für jedes {\displaystyle \omega \in \Omega } erhält man eine Abbildung {\displaystyle X(\cdot ,\omega )\colon T\rightarrow Z,\,t\mapsto X(t,\omega )=X_{t}(\omega )}. Diese Abbildungen nennt man die Pfade des Prozesses und wird auch mit {\displaystyle X_{\bullet }(\omega )} notiert. Häufig spricht man statt von den Pfaden auch von den Trajektorien oder den Realisierungen des stochastischen Prozesses.
Ist speziell {\displaystyle T=\mathbb {R} _{+}} und {\displaystyle Z\subseteq \mathbb {R} } (oder ein allgemeinerer topologischer Raum), so kann man von Stetigkeitseigenschaften der Pfade sprechen.
Man nennt einen zeitstetigen stochastischen Prozess stetig, rechtsseitig stetig, linksseitig stetig bzw. càdlàg, wenn alle Pfade des Prozesses die entsprechende Eigenschaft haben. Der Wiener-Prozess hat stetige Pfade, von denen im Bild zu den Beispielen unten zwei zu sehen sind. Der Poisson-Prozess ist ein Beispiel für einen zeitstetigen, wertdiskreten càdlàg-Prozess; er hat also rechtsseitig stetige Pfade, bei denen an jeder Stelle der linksseitige Limes existiert.
Ein Pfad ist somit ein zufälliger Punkt im Raum der Funktionen von {\displaystyle T\to Z}.

## Stochastische Prozesse versus Zeitreihen
Während die Theorie der stochastischen Prozesse ein Teilgebiet der Wahrscheinlichkeitstheorie und damit der Mathematik ist, ist das Gebiet der Zeitreihenanalyse ein Teilgebiet der Statistik.
Die Zeitreihenanalyse geht von einer konkreten Zeitreihe, d. h. einer endlichen Folge zeitlich geordneter Daten aus, und beschreibt diese einerseits mit Methoden der deskriptiven Statistik und verwendet andererseits spezielle stochastische Modelle (wie ARMA- oder ARCH-Modelle) zur Erklärung von Zeitreihen. Eine beobachtete Zeitreihe kann als endlicher Ausschnitt des Pfades eines zeitdiskreten oder zeitstetigen stochastischen Prozesses aufgefasst werden. Eine Aufgabe der statistischen Zeitreihenanalyse ist die Schätzung der Parameterstruktur der Verteilung eines stochastischen Prozesses aus einer vorliegenden Zeitreihe.
Während in der Theorie stochastischer Prozesse die mathematische Struktur der modellierten Zufallsfunktionen (etwa Stetigkeit, Differenzierbarkeit, Variation oder Messbarkeit bezüglich gewisser Filtrierungen) im Vordergrund steht, geht die Zeitreihenanalyse von den Daten aus und schlägt als statistische Teildisziplin die Brücke zwischen Empirie und Theorie.

## Beispiele

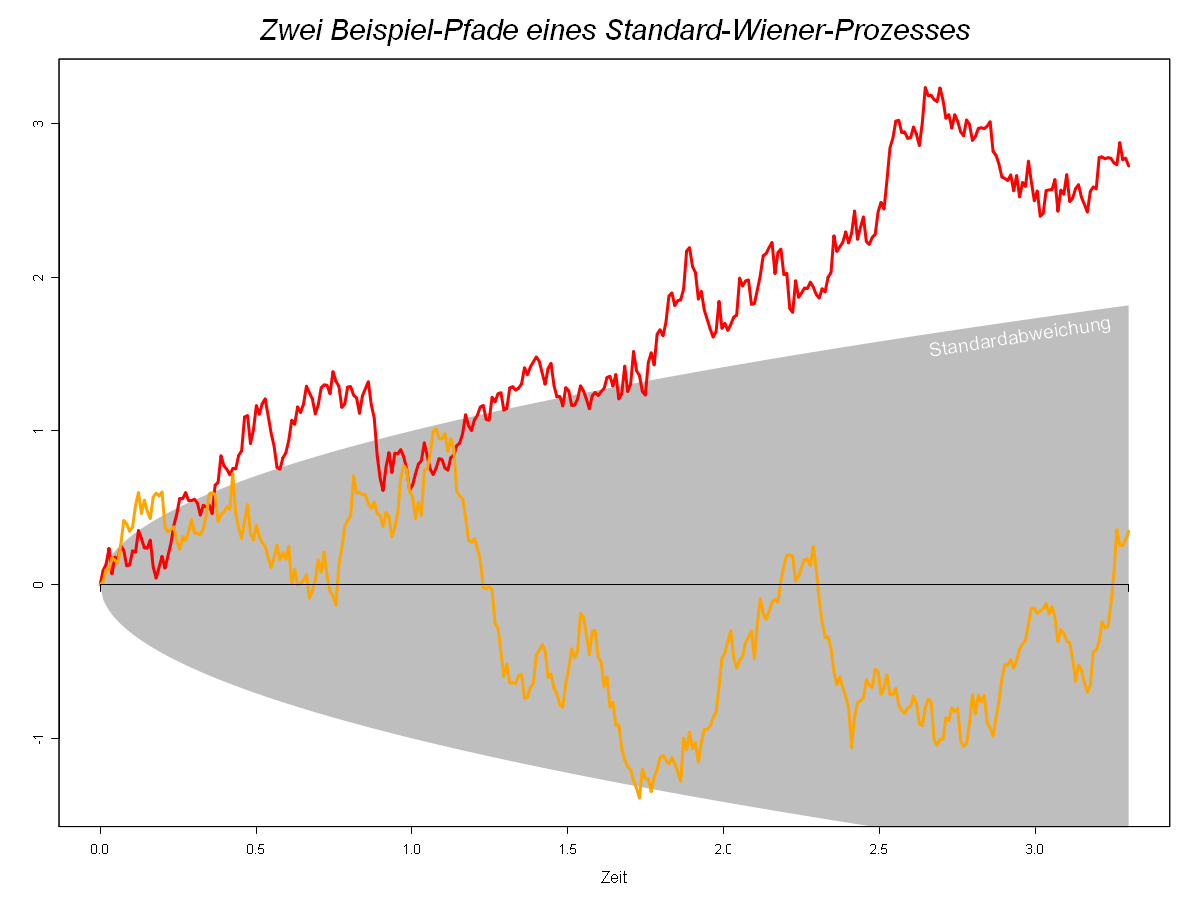
Ein Standard-Wiener-Prozess auf dem Zeitintervall [0,3], außerdem sind der Erwartungswert und die Standardabweichung eingezeichnet

- Ein einfaches Beispiel für einen zeitdiskreten Punktprozess ist die symmetrische Irrfahrt, hier veranschaulicht durch ein Glücksspiel: Ein Spieler beginnt zum Zeitpunkt {\displaystyle t=0} mit einem Startkapital von 10 Euro ein Spiel, bei dem er nacheinander immer wieder eine Münze wirft. Bei „Kopf“ gewinnt er einen Euro, bei „Zahl“ verliert er einen. Die Zufallsvariablen {\displaystyle X_{t},\;t\in \mathbb {N} _{0},} für den Kontostand nach {\displaystyle t} Spielen definieren einen stochastischen Prozess (mit deterministischer Startverteilung {\displaystyle X_{0}=10}). Genauer betrachtet handelt es sich bei {\displaystyle X} um einen Lévy-Prozess und um ein Martingal.
- Eine vielseitig verwendete Klasse stochastischer Prozesse sind Gauß-Prozesse, die viele natürliche Systeme beschreiben können und als Maschinenlernverfahren Anwendung finden.
- Ein bedeutender stochastischer Prozess aus der Klasse der Gaußprozesse ist der Wiener-Prozess (auch „Brownsche Bewegung“ genannt). Hierbei sind die einzelnen Zustände normalverteilt mit linear anwachsender Varianz. Der Wiener-Prozess findet Anwendung in der stochastischen Integration, der Finanzmathematik und der Physik.
- Weitere Beispiele: Bernoulli-Prozess, Brownsche Brücke, Gebrochene Brownsche Bewegung, Markow-Kette, Ornstein-Uhlenbeck-Prozess, Poisson-Prozess, Weißes Rauschen.